# NZB
NZB est un format de fichier ouvert basé sur le XML et créé par les propriétaires du site internet newzbin.com aujourd'hui fermé.
Le but des fichiers NZB est de créer de petits fichiers d'en-tête pour usenet afin que l'utilisateur n'ait pas à télécharger l'intégralité des en-têtes d'un newsgroup parfois très chargé lorsqu'il désire simplement récupérer quelques fichiers sur le newsgroup en question.
En effet, les fichiers binaires postés sur usenet sont presque toujours scindés en plusieurs parties, que le logiciel client doit trouver et assembler après les avoir téléchargées. Les fichiers NZB facilitent la recherche des messages contenant les différentes parties d'un même fichier en se basant sur leur Message-Id, ce qui permet d'éviter à l'utilisateur le (long) téléchargement de la liste complète de tous les messages du groupe, à condition que le logiciel client supporte cette fonctionnalité.

### Moteurs de recherche de fichiers NZB
- NewZFinders
- NZBIndex
- BinCave

### Newsreadersavec le support des fichiers NZB
- Alt.Binz
- BinaryBoy
- Binbot
- GrabIt
- Hellanzb
- KLibido
- Mimo
- Naja
- Newsbin Pro
- Newsleecher
- NiouzeFire
- nzbperl
- Pan
- SABnzbd

Apple Macintosh
- NZBVortex
- Unison